# Schots voetbalkampioenschap 2005/06
2005-06 was het 109de seizoen in de Schotse voetbalcompetitie. Celtic uit Glasgow werd kampioen. Voor het eerst in 11 jaar werd The Old Firm gescheiden, Rangers eindigde 3de achter Hearts.

## Scottish Premier League

### Eindstand
| №  | Club                         | WG | W  | G  | V  | DV | DT | +/– | Punten |
| -- | ---------------------------- | -- | -- | -- | -- | -- | -- | --- | ------ |
|    | Celtic                       | 38 | 28 | 7  | 3  | 93 | 37 | +56 | 91     |
| 2  | Hearts                       | 38 | 22 | 8  | 8  | 71 | 31 | +40 | 74     |
| 3  | Rangers                      | 38 | 21 | 10 | 7  | 67 | 37 | +30 | 73     |
| 4  | Hibernian                    | 38 | 17 | 5  | 16 | 61 | 56 | +5  | 56     |
| 5  | Kilmarnock                   | 38 | 15 | 10 | 13 | 63 | 64 | –1  | 55     |
| 6  | Aberdeen                     | 38 | 13 | 15 | 10 | 46 | 40 | +6  | 54     |
| 7  | Inverness Caledonian Thistle | 38 | 15 | 13 | 10 | 51 | 38 | +13 | 58     |
| 8  | Motherwell                   | 38 | 13 | 10 | 15 | 55 | 61 | –6  | 49     |
| 9  | Dundee United                | 38 | 7  | 12 | 19 | 41 | 66 | –25 | 33     |
| 10 | Falkirk                      | 38 | 8  | 9  | 21 | 35 | 64 | –29 | 33     |
| 11 | Dunfermline Athletic         | 38 | 8  | 9  | 21 | 33 | 68 | –35 | 33     |
| 12 | Livingston                   | 38 | 4  | 6  | 28 | 25 | 79 | –54 | 18     |

## Statistieken

### Topscorers
- In onderstaand overzicht zijn alleen de spelers opgenomen met tien of meer treffers achter hun naam.

| №  | Naam              | Club                 | Goals | Pen. | Duels | Gem. |
| -- | ----------------- | -------------------- | ----- | ---- | ----- | ---- |
| 1  | Kris Boyd         | Kilmarnock / Rangers | 32    | 1    | 36    | 0,89 |
| 2  | John Hartson      | Celtic               | 18    | 1    | 35    | 0,51 |
| 3  | Maciej Zurawski   | Celtic               | 16    | 0    | 24    | 0,67 |
| 4  | Craig Dargo       | Inverness            | 16    | 3    | 32    | 0,50 |
| 5  | Rudolf Skácel     | Hearts               | 16    | 0    | 35    | 0,46 |
| 5  | Derek Riordan     | Hibernian            | 16    | 2    | 35    | 0,46 |
| 7  | Peter Løvenkrands | Rangers              | 14    | 2    | 33    | 0,42 |
| 8  | Paul Hartley      | Hearts               | 14    | 4    | 34    | 0,41 |
| 9  | Steven Naismith   | Kilmarnock           | 13    | 3    | 36    | 0,36 |
| 9  | Shaun Maloney     | Celtic               | 13    | 4    | 36    | 0,36 |
| 11 | Mark Burchill     | Dunfermline          | 12    | 2    | 31    | 0,39 |
| 12 | Garry O'Connor    | Hibernian            | 11    | 1    | 27    | 0,41 |
| 13 | Richie Foran      | Motherwell           | 11    | 4    | 32    | 0,34 |
| 14 | Jim Hamilton      | Motherwell           | 11    |      | 33    | 0,33 |
| 15 | Scott McDonald    | Motherwell           | 10    |      | 36    | 0,28 |
| 16 | Stilijan Petrov   | Celtic               | 10    | 0    | 37    | 0,27 |

### Toeschouwers
| №      | Club                            | Gem.   | Duels | +/–    | Record |
| ------ | ------------------------------- | ------ | ----- | ------ | ------ |
| 1      | Celtic FC                       | 58.150 | 19    | +0,4%  | 60.100 |
| 2      | Rangers FC                      | 49.245 | 19    | +1,2%  | 49.792 |
| 3      | Heart of Midlothian FC          | 16.767 | 19    | +36,6% | 17.379 |
| 4      | Hibernian FC                    | 13.567 | 19    | +8,2%  | 17.180 |
| 5      | Aberdeen FC                     | 12.728 | 19    | –6,3%  | 18.182 |
| 6      | Dundee United FC                | 8.198  | 19    | –0,2%  | 12.404 |
| 7      | Kilmarnock FC                   | 7.071  | 19    | +19,2% | 12.426 |
| 8      | Motherwell FC                   | 6.250  | 19    | –10,2% | 11.503 |
| 9      | Dunfermline Athletic FC         | 6.197  | 19    | +0,1%  | 9.481  |
| 10     | Falkirk FC                      | 5.516  | 19    | +40,2% | 6.500  |
| 11     | Inverness Caledonian Thistle FC | 5.061  | 19    | +24,4% | 7.512  |
| 12     | Livingston FC                   | 4.938  | 19    | –4,3%  | 9.481  |
| Totaal | Totaal                          | 16.174 | 228   | +3,3%  | 60.100 |

### Nederlanders
Onderstaande Nederlandse voetballers kwamen in het seizoen 2005/06 uit in de Scottish Premier League.
| Naam             | Club         | Debuut     | Duels | Goals |
| ---------------- | ------------ | ---------- | ----- | ----- |
| Ronald Waterreus | Rangers FC   | 06.08.2005 | 30    | 0     |
| Fernando Ricksen | Rangers FC   | 07.08.2004 | 16    | 0     |
| Ferne Snoyl      | Aberdeen FC  | 08.02.2006 | 10    | 1     |
| Humphrey Rudge   | Hibernian FC | 26.10.2005 | 2     | 0     |
| Fouzi Mesaoudi   | Falkirk FC   | —          | 0     | 0     |

### Scheidsrechters
| Naam             | Geboren    | Duels | Kreeg geel | Kreeg voor de tweede keer geel en dus rood | Weggestuurd |
| ---------------- | ---------- | ----- | ---------- | ------------------------------------------ | ----------- |
| Iain Brines      | 22.07.1967 | 16    | 46         | 1                                          | 2           |
| Dougie McDonald  | 08.10.1965 | 16    | 56         | 0                                          | 3           |
| Charlie Richmond | 13.05.1968 | 16    | 61         | 2                                          | 1           |
| Craig Thomson    | 20.06.1972 | 16    | 52         | 1                                          | 3           |
| Michael McCurry  | 04.06.1964 | 15    | 35         | 1                                          | 2           |
| Calum Murray     | 07.07.1967 | 15    | 48         | 0                                          | 2           |
| Kenny Clarke     | 01.11.1961 | 14    | 42         | 0                                          | 1           |
| Stuart Dougal    | 06.11.1962 | 13    | 40         | 3                                          | 2           |
| John Underhill   | 05.01.1961 | 13    | 28         | 2                                          | 0           |
| Alan Freeland    | 22.01.1961 | 12    | 54         | 0                                          | 1           |
| Steve Conroy     | 21.12.1966 | 11    | 24         | 0                                          | 1           |
| Eddie Smith      | 05.09.1965 | 9     | 27         | 0                                          | 0           |
| Brian Winter     | 21.01.1968 | 9     | 27         | 1                                          | 0           |
| Craig MacKay     | 22.02.1966 | 8     | 20         | 1                                          | 0           |
| Ian Fyfe         | 22.06.1958 | 6     | 23         | 0                                          | 0           |
| Mike Ritchie     | 20.09.1959 | 5     | 18         | 0                                          | 0           |
| Kevin Toner      | 25.10.1958 | 3     | 11         | 0                                          | 0           |
| Glenn Turner     | 06.11.1964 | 1     | 6          | 0                                          | 0           |
| Totaal           | Totaal     | 198   | 618        | 12                                         | 18          |

## Scottish First Division

### Tabel
| Plaats | Team                | Pts | Pld | W  | D  | L  | GF | GA |
| ------ | ------------------- | --- | --- | -- | -- | -- | -- | -- |
| 1      | St. Mirren FC       | 76  | 36  | 23 | 7  | 6  | 52 | 28 |
| 2      | St. Johnstone FC    | 66  | 36  | 18 | 12 | 6  | 59 | 34 |
| 3      | Hamilton Academical | 59  | 36  | 15 | 14 | 7  | 53 | 39 |
| 4      | Ross County         | 56  | 36  | 14 | 14 | 8  | 47 | 40 |
| 5      | Clyde FC            | 55  | 36  | 15 | 10 | 11 | 54 | 42 |
| 6      | Airdrie United      | 45  | 36  | 11 | 12 | 13 | 57 | 43 |
| 7      | Dundee FC           | 43  | 36  | 9  | 16 | 11 | 43 | 50 |
| 8      | Queen of the South  | 33  | 36  | 7  | 12 | 17 | 31 | 54 |
| 9      | Stranraer FC        | 29  | 36  | 5  | 14 | 17 | 33 | 53 |
| 10     | Brechin City        | 17  | 36  | 2  | 11 | 23 | 28 | 74 |

### Top scorers
| Plaats | Naam                          | Goals |
| ------ | ----------------------------- | ----- |
| 1      | Bryan Prunty (Airdrie Utd)    | 15    |
| =      | Jason Scotland (St Johnstone) | 15    |
| 3      | John Sutton (St Mirren)       | 14    |
| 4      | Alex Williams (Clyde)         | 13    |
| =      | Simon Lynch (Dundee)          | 13    |
| 6      | Stewart Kean (St Mirren)      | 12    |
| =      | John Rankin (Ross County)     | 12    |
| 8      | Stephen O'Donnell (Clyde)     | 11    |

### Toeschouwers
Het gemiddelde aantal toeschouwers voor de tweedeklassers was als volgt.
- St Mirren - 3,995
- Dundee - 3,797
- St Johnstone - 2,667
- Ross County - 2,302
- Queen of the South - 1,804
- Hamilton Acad - 1,761
- Airdrie Utd - 1,426
- Clyde - 1,284
- Brechin - 770
- Stranraer - 654

## Second Division

### Tabel
| Plaats | Team               | Pts | Pld | W  | D  | L  | GF | GA |
| ------ | ------------------ | --- | --- | -- | -- | -- | -- | -- |
| 1      | Gretna FC          | 88  | 36  | 28 | 4  | 4  | 97 | 30 |
| 2      | Greenock Morton FC | 70  | 36  | 21 | 7  | 8  | 58 | 33 |
| 3      | Peterhead FC       | 57  | 36  | 17 | 16 | 13 | 53 | 47 |
| 4      | Partick Thistle    | 57  | 36  | 16 | 9  | 11 | 57 | 56 |
| 5      | Stirling Albion    | 51  | 36  | 15 | 6  | 15 | 54 | 63 |
| 6      | Ayr United         | 42  | 36  | 10 | 12 | 14 | 56 | 61 |
| 7      | Raith Rovers       | 42  | 36  | 11 | 9  | 16 | 44 | 54 |
| 8      | Forfar Athletic    | 40  | 36  | 12 | 4  | 20 | 44 | 55 |
| 9      | Alloa Athletic     | 32  | 36  | 8  | 8  | 20 | 26 | 77 |
| 10     | Dumbarton FC       | 26  | 36  | 7  | 5  | 24 | 40 | 63 |

### Top scorers
| Plaats | Naam                       | Goals |
| ------ | -------------------------- | ----- |
| 1      | Kenny Deuchar (Gretna)     | 18    |
| 2      | James Grady (Gretna)       | 16    |
| 3      | Paul McManus (Raith)       | 15    |
| 4      | Jerome Vareille (Ayr Utd)  | 13    |
| =      | Ryan McGuffie (Gretna)     | 13    |
| 6      | Derek Lilley (Morton)      | 12    |
| =      | Paddy Connolly (Stirling)  | 12    |
| =      | Andrew Rodgers (Dumbarton) | 12    |
| =      | Chris Aitken (Stirling)    | 12    |
| =      | Steve Tosh (Gretna)        | 12    |
| =      | Robert Linn                | 12    |

### Toeschouwers
Het gemiddelde aantal toeschouwers voor de derdeklassers was als volgt.
- Morton - 2,759
- Partick Thistle - 2,609
- Raith Rovers - 1,624
- Gretna - 1,341
- Ayr Utd - 1,271
- Dumbarton - 946
- Stirling Albion - 902
- Alloa - 742
- Peterhead - 691
- Forfar Athletic - 544

## Scottish Third Division

### Tabel
| Plaats | Team                  | Pts | Pld | W  | D  | L  | GF | GA |
| ------ | --------------------- | --- | --- | -- | -- | -- | -- | -- |
| 1      | Cowdenbeath FC        | 76  | 36  | 24 | 4  | 8  | 81 | 34 |
| 2      | Berwick Rangers       | 76  | 36  | 23 | 7  | 6  | 54 | 27 |
| 3      | Stenhousemuir FC      | 73  | 36  | 23 | 4  | 9  | 78 | 38 |
| 4      | Arbroath FC           | 55  | 36  | 16 | 7  | 13 | 57 | 47 |
| 5      | Elgin City            | 52  | 36  | 15 | 7  | 14 | 55 | 58 |
| 6      | Queen's Park FC       | 51  | 36  | 13 | 12 | 11 | 47 | 42 |
| 7      | East Fife FC          | 43  | 36  | 13 | 4  | 19 | 48 | 64 |
| 8      | Albion Rovers         | 29  | 36  | 7  | 8  | 21 | 39 | 60 |
| 9      | Montrose FC           | 28  | 36  | 6  | 10 | 20 | 31 | 59 |
| 10     | East Stirlingshire FC | 23  | 36  | 6  | 5  | 25 | 28 | 89 |

### Top scorers
| Plaats | Naam                                          | Goals |
| ------ | --------------------------------------------- | ----- |
| 1      | Martin Johnston (Elgin)                       | 20    |
| 2      | Liam Buchanan (Cowdenbeath)                   | 17    |
| 3      | Colin Cramb (Stenhousemuir)                   | 16    |
| 4      | Paul McGrillen (Stenhousemuir)                | 15    |
| 5      | Kevin Haynes (Berwick)                        | 13    |
| 6      | Greig Henslee (Montrose)                      | 10    |
| 7      | Gareth Hutchison (Berwick)                    | 9     |
| =      | Iain Diack (Stenhousemuir/East Stirlingshire) | 9     |
| =      | Jay Stein (Arbroath)                          | 9     |
| =      | Mark Booth (Elgin)                            | 9     |
| =      | David McKenna (Cowdenbeath)                   | 9     |

### Toeschouwers
Het gemiddelde aantal toeschouwers voor de vierdeklassers was als volgt.
- 1 Arbroath - 591
- 2 Queens Park - 506
- 3 East Fife - 475
- 4 Stenhousemuir - 475
- 5 Berwick - 472
- 6 Cowdenbeath - 471
- 7 Elgin - 429

## Play-offs

### Division 1/Division 2 playoffs
De halve finales vonden plaats op 3 en 6 mei 2006. De finale vond plaats op 10 en 14 mei 2006.
Halve finale
- Stranraer 1-3 Partick Thistle
- Partick Thistle 1-2 Stranraer

- Morton 0-0 Peterhead
- Peterhead 1-0 Morton

Finale
- Partick Thistle 1-2 Peterhead
- Peterhead 1-2 Partick Thistle

(Partick Thistle won met 4-2 na penalty's en verlengingen.)

### Division 2/Division 3 playoffs
De halve finales vonden plaats op 3 en 6 mei 2006. De finale vond plaats op 10 en 14 mei 2006.
Halve finale
- Arbroath 1-1 Alloa Athletic
- Alloa Athletic 1-0 Arbroath

- Stenhousemuir 0-1 Berwick Rangers
- Berwick Rangers 0-0 Stenhousemuir

Finale
- Alloa Athletic 4-0 Berwick Rangers
- Berwick Rangers 2-1 Alloa Athletic

## Beker
- Scottish Cup

Hearts 1-1 (4-2 n.p.) - Gretna FC
- Scottish League Cup

Cetlic FC 3-0 Dunfermline Athletic
- Scottish League Challenge Cup

St. Mirren 2-1 Hamilton Academical